# Кязимова, Нармин Низами кызы
Нармин Низами кызы Кязимова (азерб. Kazımova Nərmin Nizami qızı, род. 1993, Баку, Азербайджан) — азербайджанская шахматистка, гроссмейстер среди женщин (2015).

## Биография
Родилась в Баку в 1993 году. С 2009 года имеет звание международного мастера среди женщин. В 2015 году стала женским гроссмейстером.
Участница Всемирной шахматной олимпиады 2016 в составе основной женской сборной страны.

## Рейтинг
На апрель 2009 года имеет рейтинг 2211 и занимает 416-е место в рейтинг-листе активных шахматисток ФИДЕ. В европейском рейтинг-листе активных шахматисток занимает 333 место, в национальном рейтинге среди женщин на 6 месте.

## Достижения
- 2008 — Серебряный призёр чемпионата Азербайджана среди женщин.
- 2008 — Бронзовый призёр чемпионата Азербайджана среди девушек до 20 лет.
- 2010 — Победитель Юношеского чемпионата мира в категории до 18 лет. Халкидики, Греция.

## Изменения рейтинга
| Графики недоступны из-за технических проблем. См. информацию на Фабрикаторе и на mediawiki.org. |